# Elisabeth Hirsch
Pour les articles homonymes, voir Hirsch.
Elisabeth Hirsch, dite Böszi ou Böegy, née le 5 janvier 1913 à Sighișoara en Roumanie et morte le 11 mars 1996 à La Verrière, est une juive française d'origine roumaine, assistante sociale-chef de l'Œuvre de secours aux enfants (OSE à Lyon, qui participe au sauvetage des enfants du camp de Vénissieux. Elle est la sœur du docteur Sigismond Hirsch et de Shatta Simon. Elle fait partie du Réseau Garel. Elle recrute Madeleine Dreyfus, survivante de Bergen-Belsen, médaillée de la Résistance.

## Biographie
Elisabeth Hirsch, dite Böszi ou Böegy est née le 5 janvier 1913 à Sighișoara, en Roumanie. Elle est la sœur cadette du docteur Sigismond Hirsch, né le 22 janvier 1906 et de Shatta Simon (née Charlotte Hirsch) née en 1910.
Elle arrive en France en 1930.
Elle est interne au home israélite de jeunes filles de Laure Weil. Elle suit l’école de formation sociale et jardinière d’enfants sous la direction du professeur Gemaehling à Strasbourg.
Elisabeth Hirsch devient assistante sociale en 1934.
Isabelle Cremer dirigeait le seul établissement préparant au diplôme d’assistante sociale à Paris. Elisabeth Hirsch est une de ses anciennes élèves.

### Seconde Guerre mondiale
En 1940, Andrée Salomon de l'Œuvre de secours aux enfants (OSE) lui demande de faire partie d'un groupe d'assistantes sociales résidentes dans le camp de Gurs. Avec Ninon Haït-Weyl et Ruth Lambert, elle arrive à faire sortir des camps de détention en France des centaines d'enfants et d'adolescents.
Isabelle Cremer dirige l’École pratique de service social (EPSS), au 139 boulevard du Montparnasse dans le 6e arrondissement de Paris, de septembre 1926 à juillet 1954. C'est le seul établissement préparant au diplôme d’assistante sociale à Paris,.
Elisabeth Hirsch, ancienne élève d'Isabelle Cremer, lui demande de l'héberger vers la fin de 1942. Elle est envoyée à Paris par l'OSE afin de trouver des cachettes pour des enfants Juifs en danger de déportation. Non seulement Isabelle Cremer accepte d'aider Elisabeth Hirsch personnellement mais elle fournit à son ancienne élève des informations qu'elle a pu recueillir sur des prochaines rafles. Ces informations permettent en particulier au médecin Eugène Minkowski, dirigeant de l'OSE à Paris, et à Simon Levitte, chef du Mouvement de Jeunesse Sioniste, d'échapper aux arrestations.
À Paris, Isabelle Cremer aide Elisabeth Hirsch dans le transfert d'enfants Juifs vers la zone Sud.
Elisabeth Hirsch fait partie du Réseau Garel. Elle est basée à Lyon.

### Le camp de Vénissieux
Elisabeth Hirsch participe au sauvetage des enfants du camp de détention de Vénissieux.

### Après guerre
En 1949, Elisabeth Hirsch accepte de diriger jusqu'à sa retraite la maison de refuge pour l'enfance israélite, remise en état par les Éclaireuses et éclaireurs israélites de France.